# La Part des anges (festival)
Pour les articles homonymes, voir La Part des anges.
La Part des anges était un festival de danse qui se déroule entre 2003 et 2017 à Artigues-près-Bordeaux, en France. Il est organisé par le Centre de développement chorégraphique d'Aquitaine Le Cuvier.
Ces rencontres présentent des chorégraphes qui prennent des chemins de traverses, proche de la performance, du théâtre et des arts plastiques, en rupture avec des spectacles plus académiques. De plus, les amateurs et les professionnels peuvent participer à des ateliers de danse tout au long du festival.